# Mount Cocks
Mount Cocks ist ein 2440 m hoher Berg im ostantarktischen Viktorialand. Er ragt in der Royal Society Range am Kopfende des Koettlitz-Gletschers auf, wo er einen Teil der Wasserscheide zwischen diesem und dem unteren Skelton-Gletscher bildet.
Entdeckt wurde er bei der Discovery-Expedition (1901–1904) unter der Leitung des britischen Polarforschers Robert Falcon Scott. Benannt ist er nach Edward Lygon Somers Cocks (1858–1923), damals ehrenamtlicher Schatzmeister der Royal Geographical Society.